# Chevêtre

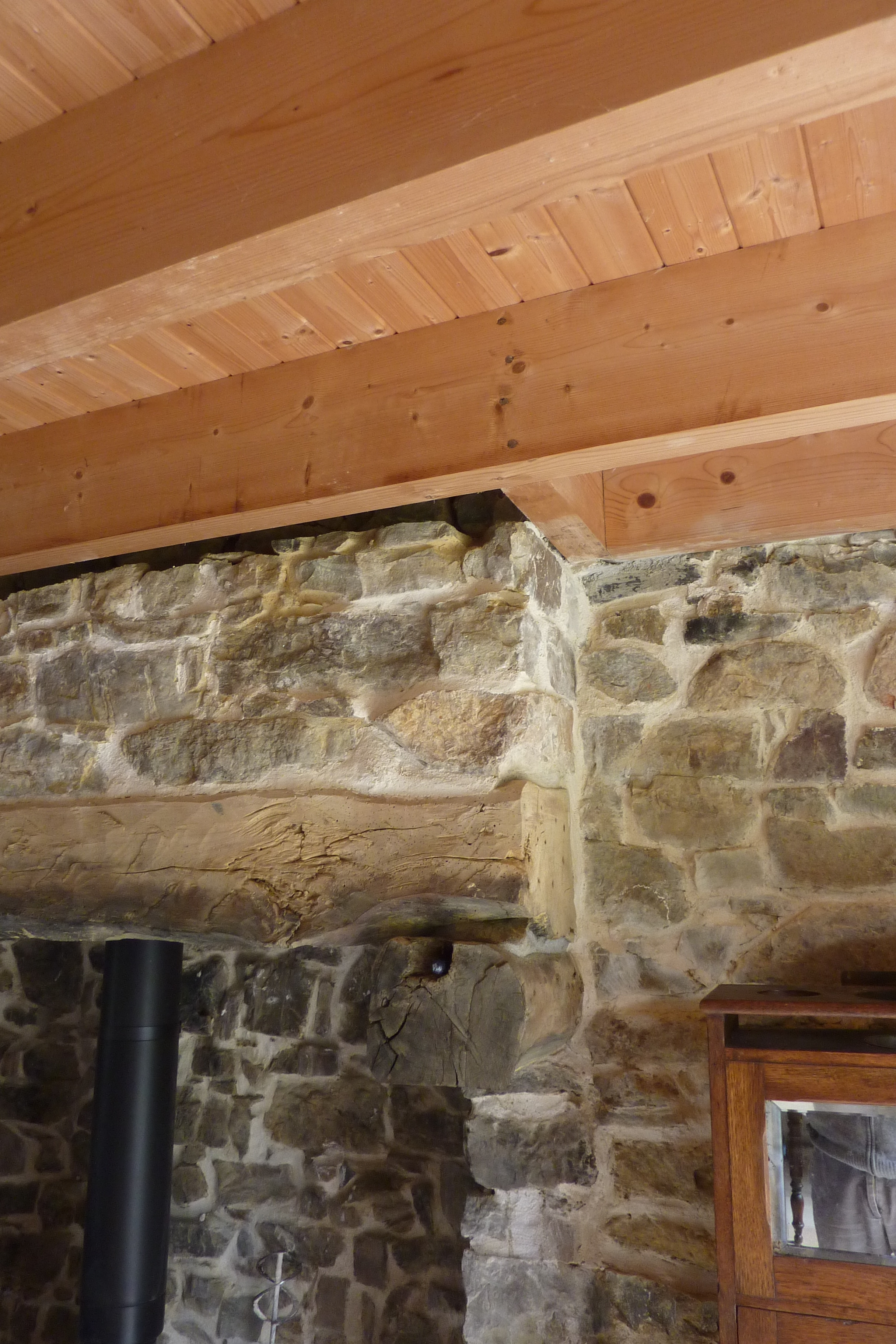
Chevêtre de cheminée, solive d'enchevêtrure et solive boiteuse (cette image comporte des notes à effleurer)

En construction, un chevêtre, ou chevestre, désigne une pièce de charpente.
- En construction, un chevêtre est une pièce de charpente dans laquelle on emboîte, on assemble, par entailles ou dans les clavages, les solives, pour les empêcher de tomber dans le vide. Cette pièce peut être également en fer.

- Pièce de bois ou de fer que l'on place dans un plancher, perpendiculairement au mur qui accueille l'âtre ou la hotte d'une cheminée, pour supporter les solives qui sont interrompues par l'âtre ou la hotte (image ci-contre).

- Dans le domaine des ponts, un chevêtre est la partie supérieure d’une pile, lorsque le tablier repose sur celle-ci par l’intermédiaire de un ou plusieurs appareils d’appui.